# Boitzen

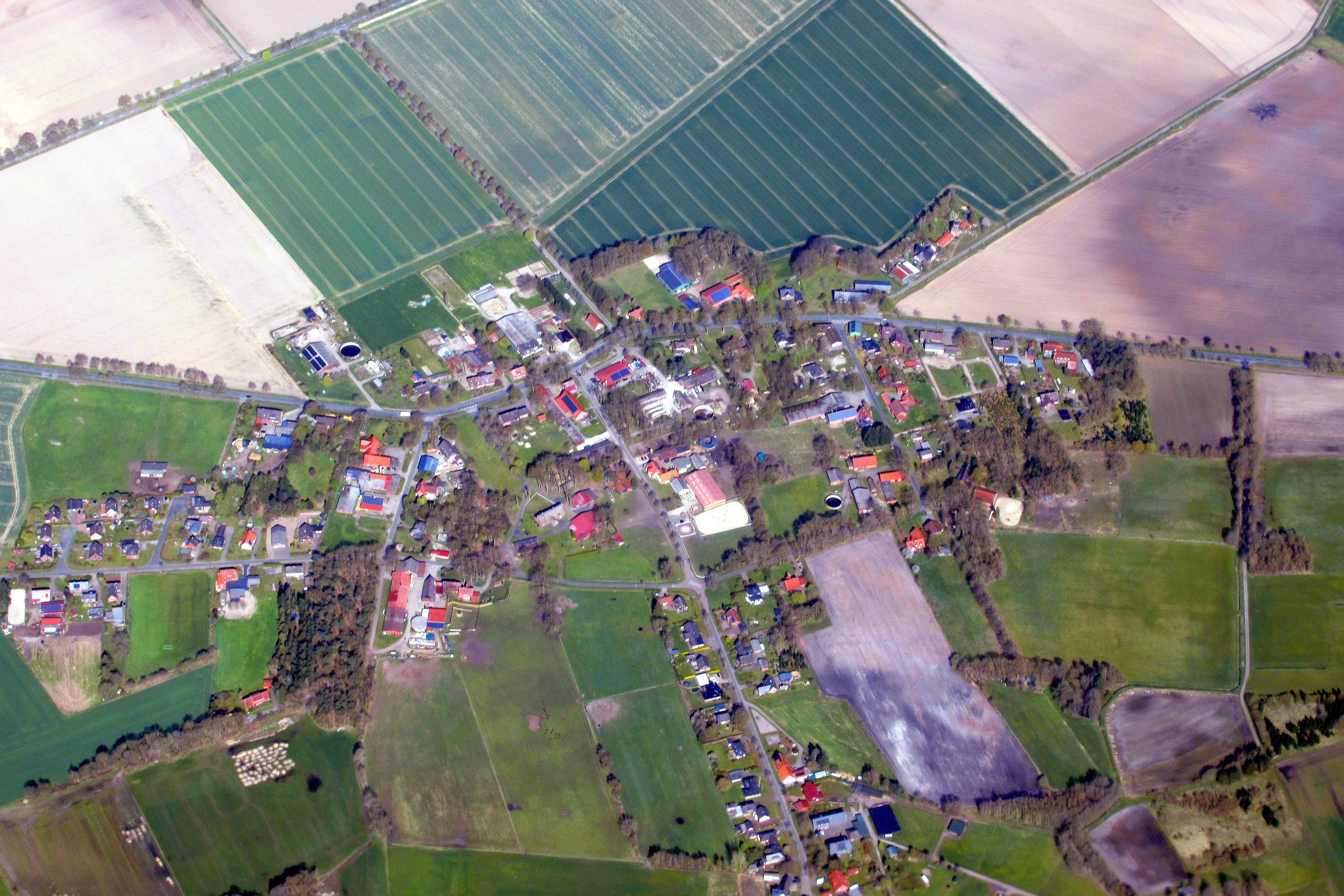
Boitzen

Boitzen (plattdeutsch Bötzen) ist ein Ortsteil von Heeslingen im niedersächsischen Landkreis Rotenburg (Wümme).

## Geografie
Boitzen liegt auf der zur Zevener Geest gehörenden Harsefelder Geest. Die Wiesen und anderen landwirtschaftlichen Flächen in der Umgebung ergeben ein ländliches Bild. An der Straße nach Zeven erstreckt sich das Waldstück Schönhoop.
Zu Boitzen gehören die beiden kleinen Orte Boitzenbostel und Osterboitzen.
Zwischen Boitzen und Boitzenbostel fließt der Knüllbach.

## Geschichte

### Einwohnerentwicklung
- 1824: 11 Feuerstellen[2]
- 1848: 103 Einwohner, 16 Häuser[3]

- 1. Dezember 1910: 184 Einwohner[4]

- 1925: 238 Einwohner
- 1933: 250 Einwohner
- 1939: 231 Einwohner

### Religion
Boitzen ist evangelisch-lutherisch geprägt und gehört zum Kirchspiel der Vitus-Kirche in Heeslingen. Die Christ-König-Kirche in Zeven (Kirchengemeinde Corpus Christi, Rotenburg) ist die zuständige katholische Kirche.

## Politik

### Ortsbeauftragter
Ortsbeauftragter ist Ratsherr J. Holsten.

## Infrastruktur

### Verkehr
Boitzen liegt an der L 124, die im Nordosten nach Steddorf und im Südwesten nach Heeslingen und Zeven läuft. Kleinere Straßen führen auch nach Wense, Osterheeslingen und Weertzen.

### Öffentliche Einrichtungen
In der früheren Dorfschule befand sich bis 2022 ein Kindergarten.

### Vereine
- Freiwillige Feuerwehr
- Schützenverein Boitzen und Umgebung von 1923; die  Schießanlagen und die Schützenhalle befinden sich im Schönhoop.
- TuS Heeslingen mit Sportplatz aus den 1980er Jahren

## Persönlichkeiten
- Hans Müller-Brauel (1867–1940), Vorgeschichtler und Heimatforscher, geboren in Boitzen